# هیل‌سایت (نیویورک)
هیل‌سایت (به انگلیسی: Halesite) یک منطقهٔ مسکونی در ایالات متحده آمریکا است که در شهرستان سافک، نیویورک واقع شده‌است. هیل‌سایت ۲٫۵ کیلومتر مربع مساحت و ۲٬۴۹۸ نفر جمعیت دارد و ۸ متر بالاتر از سطح دریا واقع شده‌است.